# Luisa Kuliok
Luisa Kuliok (Buenos Aires, 20 marzo 1954) è un'attrice argentina.

## Biografia
Il suo cammino artistico nel teatro e nella danza inizia all'età di cinque anni. A 18 anni conferma la sua vocazione di diventare attrice. Intraprende un intenso percorso formativo con Agustín Alezzo, che la dirigerà nel suo debutto con l'opera Tiempo de Vivir di Thornton Wilder. Agustín Alezzo, guru del teatro argentino e promotore del metodo Stanislavskij, le concede il ruolo da protagonista in Despertar de Primavera di Frank Wedekind. È il 1976. Questo ruolo consegnerà all'attrice il primo grande riconoscimento: il Premio Talía. Nel 1990 arriva alla notorietà a livello internazionale con la telenovela La donna del mistero. Nel 1996, con La bisbetica domata di William Shakespeare, torna al teatro, che alternerà con la tv. 
Nel 2008 torna con un ruolo da protagonista in Mujeres de Nadie telenovela per la tv argentina, questi però sono gli anni di maggiore espressione teatrale con importanti registi come Helena Tritek che l'ha diretta in El Collar de Paloma e Lia Jelin che l'ha diretta in El alma enmoral dal testo di Nilton Bonder. Negli stessi anni porta in scena Amleto di William Shakespeare per la regia di J.C. Gené. Nel 2012 arriva una partecipazione speciale nel film per il cinema Amor a Mares di E. Crupnicof.

## Teatro
- Tiempo de vivir di Thornton Wilder. Regia di Agustín Alezzo (1976)
- Despertar de primavera di Frank Wedekind. Regia di Agustín Alezzo (1976)
- Nuestro pueblo di Thornton Wilder. Regia di Agustín Alezzo (1978)
- La visita que no tocó el timbre di Calvo Sotelo. Con Claudio G. Satur (1979)
- Los japoneses no esperan, di R. Talesnik. Regia di J. Bertonasco (1983)
- Comedia romántica di B. Slade (1985)
- La bisbetica domata di William Shakespeare. Adattamento di Manuel González Gil (1996)
- Dos damas indignas di Christian Giudicelli. Regia di Manuel González Gil (1997)
- Dos damas indignas. Rappresentazione argentina per la III Mostra Internazionale del Teatro di Montevideo (1998)
- Dos damas indignas con Thelma Biral. Regia di Manuel González Gil (1999)
- Che madame di Carlos Pais. Regia di Osvaldo Bonet (2001)
- Sabor a Freud, di José Pablo Feinmann (2002)
- Portenas, di Manuel González Gil (2004)
- La traiciòn del recuerdo. Unipersonale scritto e diretto da Beatriz Matar (2004)
- Portenas, di Manuel González Gil (2005)
- Ciclo della La mesita de lu. Biblioteca Centenera y Feria del libro (2005)
- El Collar de la Paloma. Unipersonale regia di Helena Tritek (2006)
- El Collar de la Paloma ciclo di “Café Cultura” per la Segreteria della Cultura della Nazione (2007)
- El Collar de la Paloma. Unipersonale regia di Helena Tritek (2008)
- El hombre inesperado di Yasmina Reza (2009)
- El Alma Inmoral, unipersonale. Adattamento del testo El alma inmoral, del rabbino Nilton Bonder. Regia di Lía Jelín (2010)
- Amleto di William Shakespeare. Regia di J.C. Gené (2011)
- Las obreras (2013)
- Las obreras (2014)
- Las obreras (2015)
- Juegos de amor y guerra..Regia Gonzalo de Maria .../Oscar Barney Film ...(2017)
- Juana Vive (2019 due funzioni)
- Detras del arcoiris (teatro in streaming-2020)
- Juana Vive (2021)
- Cafe Cultura con Roberto Romano...El amor de eso se trata la vida (2023)..
- Cafe Cultura con Roberto Romano-...Sobrerania ...patria ed identitad  (2024 - Villa Gessel)
- Brujas (da febbraio 2024)
- Petropolis .....Oscar Barney Finn (20 agosto 2024)

BRUJAS Mar del Plata (dicembre 2024...aprile 2025

## Televisione
- Dracula: regia di Máximo Soto (1979)
- Los hermanos Torterolo: regia di Hugo Moser (1980)
- Amore gitano (Amor gitano) - telenovela (1982)
- Juan sin nombre: di Abel Santa Cruz (1982)
- Ciclo Unitario: di Alberto Migre (1982)
- Signore e padrone; altro titolo: Vittoria d'amore oppure: Vittoria (Amo y señor) - telenovela (1984)
- Vendetta di una donna (Venganza de mujer) - telenovela (1986)
- Como la hiedra - telenovela (1987)
- La donna del mistero (La extraña dama) - telenovela (1989)
- Renzo e Lucia - Storia d'amore di un uomo d'onore; altro titolo: Renzo e Lucia oppure: Un amore impossibile (Cosecharás tu siembra) - telenovela (1991)
- La donna del mistero 2 (Soy Gina) - telenovela (1992)
- Milagros (Màs allà del horizonte) - telenovela (1993)
- Senza peccato (Con alma de tango) - telenovela (1994)
- Tiempo final (2000) capitolo Los infieles
- Los médicos de hoy 2 - telenovela (2001)
- Ciudad de pobres corazones - miniserie  2002
- Il mondo di Patty prima stagione 2007
- Mujer de nadie seconda stagione 2008
- Mujeres assesinas capitolo Marta la manipoladora (miniserie)...
- Solamente vos (capitolo 55) 2013
- Dos 20 (miniserie 2022)

## Cinema
- Saverio el cruel di Roberto Arlt. Con Alfredo Alcón e Graciela Borges. Regia di R. Wulicher (1977)
- Revancha de un amigo con Ricardo Darín. Regia di Carlos Oves (1987)
- Amor a mares di E. Crupnicof (2012)
- Muerte a Buenos Aires (2014)
- Primavera (2016)
- Hacer la Vida (2019)

## Doppiatrici italiane
- Valentina Sperlì in Amore gitano.
- Germana Pasquero in Signore e padrone.
- Rossella Izzo in Vendetta di una donna, La donna del mistero, Renzo e Lucia, Signore e padrone (2° doppiaggio), La donna del mistero 2, Milagros, Senza peccato e Il mondo di Patty.

## Riconoscimenti
- Premio Talía 1976 come miglior promessa femminile
- Premio Florencio Sánchez 1984
- Premio Martín Fierro
  - 1989 – Miglior telenovela per La donna del mistero
  - 1990 – Miglior telenovela per Renzo e Lucia - Storia d'amore di un uomo d'onore
- Premio Telegatto
  - 1991 per La donna del mistero
  - 1993 per Renzo e Lucia – Storia d'amore di un uomo d'onore
- Premio Magazine 1996
- Premio Iris Marga de oro – San Miguel de Tucumán 1996
- Premio Lola Mora – San Miguel de Tucumán 1996
- Premio Nadir per la carriera 1996
- Riconoscimento ad honorem Ambasciatrice culturale per l'Argentina 2000
- Premio ACE 2006 per El collar de la Paloma
- Premio Alberto Olmedo 2010
- Premio Atrevidas 2010 per El alma inmoral
- Premio Maria Guerrero 2011 come migliore attrice per l'opera teatrale El alma inmoral
- Premio Magazine 2012
- Premio Mujer Compromiso 2012
- Riconoscimento come "Accademico" e "Membro permanente" Accademia Culturale Sammarinese Repubblica di San Marino 2012
- Mencion especial por su trayactoria y su compromiso social .....Rotary Club.....Mar de Plata....2023
- 2024 Premio de la Cultura  - Labor Artístico